# Nghiên cứu định lượng
Trong khoa học tự nhiên và khoa học xã hội, nghiên cứu định lượng (quantitative research) là điều tra thực nghiệm có hệ thống về các hiện tượng quan sát được qua số liệu thống kê, toán học hoặc số hoặc kỹ thuật vi tính. Mục tiêu của nghiên cứu định lượng là phát triển và sử dụng mô hình toán học, lý thuyết hoặc các giả thuyết liên quan tới các hiện tượng. Quá trình đo lường là trung tâm của nghiên cứu định lượng bởi vì nó cung cấp các kết nối cơ bản giữa quan sát thực nghiệm và biểu thức toán học của các mối quan hệ định lượng. Số liệu định lượng là bất kỳ dữ liệu ở dạng số như số liệu thống kê, tỷ lệ phần trăm, v.v...  Trong điều kiện thường, điều này có nghĩa là các nhà nghiên cứu định lượng yêu cầu một câu hỏi cụ thể và thu thập một mẫu dữ liệu số từ hiện tượng quan sát hay từ nghiên cứu người tham gia trả lời các câu hỏi. Các nhà nghiên cứu phân tích các dữ liệu với sự giúp đỡ của các số liệu thống kê. Các nhà nghiên cứu hy vọng con số sẽ mang lại một kết quả không thiên vị mà có thể được khái quát hóa cho một số lượng dân số lớn hơn. Ngược lại, nghiên cứu định tính là đặt câu hỏi rộng và thu thập dữ liệu từ hiện tượng hoặc người tham gia. Các nhà nghiên cứu tìm kiếm các chủ đề và mô tả các thông tin trong các chủ đề và các xu hướng đặc thù của tập hợp các thành viên tham gia.
Trong khoa học xã hội, nghiên cứu định lượng được sử dụng rộng rãi trong tâm lý học, kinh tế học, xã hội học, tiếp thị, y tế cộng đồng, y tế và phát triển con người, giới tính và khoa học chính trị, và ít thường xuyên trong nhân chủng học và lịch sử. Nghiên cứu trong khoa học toán học như vật lý cũng là "định lượng" theo định nghĩa, mặc dù điều này sử dụng các thuật ngữ khác tùy theo ngữ cảnh. Trong các ngành khoa học xã hội, thuật ngữ liên quan đến phương pháp thực nghiệm, có nguồn gốc ở cả chủ nghĩa thực chứng triết học và lịch sử của thống kê, điều này tương phản với các phương pháp nghiên cứu định tính.
Phương pháp nghiên cứu định tính sản xuất thông tin chỉ trong những trường hợp được nghiên cứu đặc biệt, và các kết luận tổng quát hơn là giả thuyết. Phương pháp nghiên cứu định lượng có thể được sử dụng để xác minh các giả thuyết đó là đúng sự thật.
Một phân tích toàn diện của 1274 bài báo được công bố trên hai tạp chí xã hội học hàng đầu ở Mỹ giữa những năm 1935 và 2005 cho thấy khoảng hai phần ba trong số những bài viết này sử dụng phương pháp định lượng.

## Tổng quan
Nghiên cứu định lượng thường được thực hiện bằng cách sử dụng các phương pháp khoa học, trong đó có thể bao gồm:
- Thế hệ của các mô hình, lý thuyết và các giả thuyết
- Sự phát triển của các công cụ và phương pháp đo lường
- Kiểm nghiệm và thao tác của các biến
- Thu thập số liệu thực nghiệm
- Mô hình hóa và phân tích các dữ liệu

Nghiên cứu định lượng thường trái với nghiên cứu định tính - vốn là kiểm tra, phân tích và giải thích các quan sát với mục đích khám phá ra ý nghĩa cơ bản và mô hình của các mối quan hệ, trong đó có phân loại các loại của các hiện tượng và các thực thể, theo một cách không liên quan đến mô hình toán học. Những cách tiếp cận tâm lý học định lượng đầu tiên được mô phỏng theo phương pháp định lượng trong các ngành khoa học vật lý của Gustav Fechner trong công việc của mình trên psychophysics, mà được xây dựng trên công trình của Ernst Heinrich Weber. Mặc dù có sự khác biệt thường được rút ra giữa các khía cạnh định tính và định lượng của nghiên cứu khoa học, nó đã được lập luận rằng cả hai nên cùng tồn tại song song. Ví dụ, dựa trên phân tích của lịch sử khoa học, Kuhn kết luận rằng "một lượng lớn nghiên cứu định tính đã trở thành tiền đề để có được các kết quả định lượng hiệu quả trong các ngành khoa học vật lý". Nghiên cứu định tính thường được sử dụng để đạt được một cảm giác chung của hiện tượng và để hình thành các lý thuyết có thể được kiểm tra bằng cách sử dụng nhiều hơn nữa các nghiên cứu định lượng. Ví dụ, trong các ngành khoa học xã hội phương pháp nghiên cứu định tính thường được sử dụng để đạt được sự hiểu biết tốt hơn về những thứ như chủ đích (từ phản ứng bài phát biểu của người được nghiên cứu) và ý nghĩa (tại sao người / nhóm nói một cái gì đó và ý nghĩa của chúng đối với họ là gì?) (Kieron Yeoman).
Mặc dù điều tra định lượng trên thế giới đã tồn tại từ khi con người đầu tiên bắt đầu ghi lại sự kiện hoặc các đối tượng đã được đếm, các ý tưởng hiện đại của các quá trình định lượng có nguồn gốc trong khuôn khổ thực chứng của Auguste Comte. Chủ nghĩa thực nghiệm nhấn mạnh việc sử dụng các phương pháp khoa học thông qua quan sát thực nghiệm kiểm tra giả thiết giải thích và dự đoán những gì, ở đâu, tại sao, như thế nào, và khi hiện tượng xảy ra. Các học giả thực chứng như Comte tin tưởng chỉ có phương pháp khoa học chứ không phải là giải thích tâm linh cho những hành vi của con người có thể phát triển tiếp.

## Sử dụng số liệu thống kê
Thống kê là ngành sử dụng rộng rãi nhất của toán học trong nghiên cứu định lượng bên ngoài của các ngành khoa học vật lý, và cũng tìm thấy ứng dụng trong khoa học vật lý, chẳng hạn như trong cơ học thống kê. Phương pháp thống kê được sử dụng rộng rãi trong các lĩnh vực như kinh tế, khoa học xã hội và sinh học. Nghiên cứu định lượng bằng phương pháp thống kê bắt đầu với việc thu thập dữ liệu, dựa trên giả thuyết hay lý thuyết. Thông thường, một mẫu lớn các dữ liệu được thu thập - điều này sẽ yêu cầu xác minh, xác nhận và ghi âm trước khi phân tích có thể xảy ra. Gói phần mềm như SPSS và R thường được sử dụng cho mục đích này. Mối quan hệ nhân quả được nghiên cứu bằng cách thao tác các yếu tố ảnh hưởng đến suy nghĩ hiện tượng quan tâm trong khi kiểm soát các biến khác có liên quan đến các kết quả thí nghiệm. Trong lĩnh vực y tế, ví dụ, các nhà nghiên cứu có thể đo lường và nghiên cứu mối quan hệ giữa chế độ ăn và các hiệu ứng sinh lý đo lường như giảm cân, kiểm soát các biến quan trọng khác như tập thể dục. Cuộc điều tra định lượng dựa trên ý kiến thu thập từ dư luận được sử dụng rộng rãi trong các phương tiện truyền thông, với các số liệu thống kê như tỷ lệ những người ủng hộ của một vị trí (thủ tướng, tổng thống) thường được báo cáo. Trong cuộc điều tra dư luận, người trả lời được hỏi một loạt các câu hỏi có cấu trúc và phản ứng của họ được lập bảng chi tiết. Trong lĩnh vực khoa học khí hậu, các nhà nghiên cứu biên dịch và so sánh số liệu thống kê như nhiệt độ hoặc nồng độ khí quyển của carbon dioxide.
Các mối quan hệ thực nghiệm và các liên quan thực nghiệm cũng thường xuyên được nghiên cứu bằng cách sử dụng một số hình thức của mô hình tuyến tính chung, mô hình phi tuyến tính, hoặc bằng cách sử dụng phân tích nhân tố. Một nguyên tắc cơ bản trong nghiên cứu định lượng là mối tương quan nào không bao hàm nhân quả, mặc dù một số chẳng hạn như Clive Granger cho thấy một loạt các mối tương quan có thể bao hàm một mức độ quan hệ nhân quả. Nguyên tắc này xuất phát từ thực tế rằng nó luôn luôn là một mối quan hệ có thể giả mạo tồn tại cho các biến giữa hiệp biến trong đó được tìm thấy trong mức độ nào đó. Các liên quan có thể được kiểm tra giữa bất kỳ sự kết hợp của các biến liên tục và phân loại bằng cách sử dụng các phương pháp thống kê.

## Đo lường
Cách nhìn về vai trò của đo lường trong nghiên cứu định lượng là khác nhau. Đo lường thường được coi như chỉ là một phương tiện mà các quan sát được biểu đạt bằng số để điều tra các mối quan hệ nhân quả hoặc các mối liên quan giữa các biến,  tuy nhiên các chuyên gia lập luận rằng đo lường thường được đóng vai trò quan trọng hơn trong nghiên cứu định lượng. Chẳng hạn Kuhn cho rằng trong nghiên cứu định lượng, kết quả được hiển thị có thể chứng minh là lạ. điều này là do việc chấp nhận một lý thuyết dựa trên kết quả của dữ liệu định lượng có thể chứng minh là một hiện tượng tự nhiên. Ông cho rằng các bất thường như vậy là thú vị, khi thực hiện trong suốt quá trình thu thập dữ liệu như bên dưới.
Khi đo khởi hành từ lý thuyết nó cũng có khả năng là những con số đơn thuần. và những con số đó rất trung lập khiến nó trở nên khô khan như một nguồn gợi ý cho việc khác phục các hậu quả. Nhưng con số đăng ký khởi hành từ lý thuyết với thẩm quyền và sự khéo léo mà không có kỹ thuật định tính có thể lặp lại và khởi hành thường là đủ để bắt đầu một tìm kiếm.(Kuhn, 1961, p. 180).
Trong vật lý cổ điển, lý thuyết và các định nghĩa cũng cố sự đo lường nói chung là mang tính xác định một cách tự nhiên. Ngược lại các mô hình đo lường xác suất được gọi  là mô hình lý thuyết và mô hình Rasch là một mô hình phản ứng thường được sử dụng trong các ngành khoa học xã hội. Psychometrics là lĩnh vực nghiên cứu có liên quan với các lý thuyết và kỹ thuật để đo các thuộc tính xã hội, tâm lý và hiện tượng. Lĩnh vực này là trung tâm nghiên cứu định lượng được thực hiện trong các ngành khoa học xã hội.
Nghiên cứu định lượng có thể liên quan tới việc sử dụng các ủy quyền như là một sự thay thế cho các yếu tố không thể được đo trực tiếp. Ví dụ như độ rộng của vòng sinh trưởng cây cối, được coi như là một biểu tượng quan trong của điều kiện môi trường xung quanh như là khả năng sinh trưởng hoặc là mức độ mưa trong thời gian nhất định. Mặc dù các nhà khoa học không thể đo trực tiếp được nhiệt độ của những năm trong quá khứ, chiều rộng vòng tăng trưởng của cây qua từng năm và các yếu tố gián tiếp của  khí hậu đã được sử dụng để cung cấp một hồ sơ bán định lượng của nhiệt độ trung bình phía bắc bán cầu từ những năm 100. Khi được sử dụng theo cách này, các số liệu ủy quyền chỉ dựng lại một số yếu tố nhất định của các phương sai của các thông tin gốc. Các thông tin ủy quyền này có thể được hiệu chỉnh để xác định có bao nhiêu biến thể được chụp, bao gồm cả việc thay đổi cả ngắn hạn và dài hạn đã được tiết lộ. chẳng hạn chiều rộng vòng sinh trưởng qua từng năm của cây, các loài khác nhau ở những nơi khác nhau có thể hiển thị ít hay nhiều những sự nhạy cảm về thiên nhiên, như nhiệt độ môi trường, lượng mưa. Khi xây dựng lại một bảng dữ liệu nhiệt độ cần một kỹ năng đáng kể trong việc lựa chọn các thông tin gián tiếp/ủy quyền liên qua có sự tương quan tốt với các biến mong muốn.

## Mối quan hệ với các phương pháp định tính
Trong hầu hết các ngành khoa học vật lý và sinh học, việc sử dụng các phương pháp định lượng hoặc định tính thường gây ra sự tranh cãi, và mỗi phương pháp được sử dụng khi thích hợp. Trong các ngành khoa học xã hội đặc biệt là ngành xã hội học, nhân chủng học và tâm lý học, việc sử dụng một hoặc các loại phương pháp có thể gây tranh cãi và thậm chí đến mức hệ tư tưởng, đặc biệt với các hệ tư tưởng trong từng ngành thường ưu tiên một loại phương pháp và coi thường phương pháp nghiên cứu kia. Xu hướng lớn trong suốt lịch sử của khoa học xã hội thường sử dụng phương pháp tiếp cận theo cách kết hợp cả hai phương pháp một cách cân bằng. Phương pháp định tính có thể được sử dụng để hiểu được ý nghĩa của các kết luận được đưa ra thông qua phương pháp định lượng. Sử dụng phương pháp định lượng có thể đưa ra khái niệm chính xác và có thể kiểm chứng với những ý tưởng đạt được thông qua phương pháp định tính. Sự kết hợp giữa thu thập dữ liệu định lượng và định tính thường được gọi là phương pháp nghiên cứu hỗn hợp.

## Ví dụ
- Nghiên cứu bao gồm các số phần trăm của tất cả các yếu tố tạo nên bầu khí quyển của trái đất.
- Bài khảo sát kết luận rằng các bệnh nhân trung bình phải chờ đợi 2 giờ đồng hồ trong phòng chờ của một bác sĩ nào đó trước khi được gọi tên.
- Một thì nghiệm trong đó nhóm x đã được ra hai bảng Aspirin mỗi ngày và công ty y dược đã đưa ra hai viên thuộc giả của một ngày mà mỗi người tham gia ngẫu nhiên được phân vào một hay các nhóm khác nhau của các nhóm. Các yếu tố số như hai viên thuốc, phần trăm của các nguyên tố và thời gian chờ thực hiện các tình huống và kết quả định lượng.
- Trong tài chính, nghiên cứu định lượng vào các thị trường chứng khoán được sử dụng để phát triển các mô hình định giá giao dịch phức tạp, và phát triển các thuật toán để khai thác giả thiết đầu tư, như đã thấy trong các quỹ đầu tư định lượng và chiến lược giao dịch chỉ số.